# Pseudodiaptomus lobipes
Pseudodiaptomus lobipes is een eenoogkreeftjessoort uit de familie van de Pseudodiaptomidae. De wetenschappelijke naam van de soort is voor het eerst geldig gepubliceerd in 1907 door Gurney.